# برج‌های نیوا
برج‌های نیوا (انگلیسی: Neva Towers) مجموعه ۲ آسمان‌خراش مسکونی ۶۵ طبقه و ۷۹ طبقه مستقر در مرکز بین‌المللی کسب‌وکار مسکو، روسیه می‌باشد، که پروژه ساخت آن در سال ۲۰۱۳ آغاز شد و در سال ۲۰۲۰ به بهره‌برداری رسید. برج دوم این مجموعه، با ارتفاع ۳۴۵ متر، بلندترین ساختمان مسکونی اروپا و چهارمین ساختمان مسکونی مرتفع در جهان می‌باشد.